# 9916 Кібірєв
9916 Кібірєв (9916 Kibirev) — астероїд головного поясу, відкритий 3 жовтня 1978 року.
Тіссеранів параметр щодо Юпітера — 3,301.